# Dióscoro I de Alejandría
Dióscoro I de Alejandría (444- Gangra, Paflagonia, 454) fue el vigesimoquinto patriarca de Alejandría, sucediendo a Cirilo en 444. La Iglesia católica lo conmemora el 18 de mayo. 
En 449 presidió un concilio en Éfeso, recordado por los católicos como el Latrocinio de Éfeso, que trataba de rehabilitar a Eutiquio. 
Fue excomulgado por el papa León I por rechazar el Concilio de Calcedonia y afirmar el Miafisismo. 
Murió desterrado y es considerado santo por la Iglesia copta y las demás iglesias de la Iglesia Ortodoxa Oriental.

Dióscoro sigue siendo una figura importante para las relaciones entre los Ortodoxos Orientales y las demás comuniones cristianas. Los cristianos coptos lo veneran como un defensor de la fe, quién resguardó la ortodoxia contra los demás obispos del imperio que había vuelto nestorianos. Para ellos, es un héroe y una víctima de las maquinaciones del Papa Leo magno y los funcionarios del imperio. Por su parte, las Iglesias Católicas y Ortodoxas Griegas lo recuerdan como un tirano en su Sede y un asesino que causó la muerte del obispo de Constantinopla Flaviano en el Latrocinio de Éfeso y representó mal la fe de San Cirilo, que supuestamente retomó.
Su cristología, que afirmaba "una sola naturaleza encarnada del divino Logos (Verbo)", se declaró herética por implicar que las naturalezas de Cristo se confundieran. Los católicos argumentaron que si lo divino y lo humano formaron una sola naturaleza entonces Cristo fue una nueva criatura, no el Verbo ni un auténtico humano, sino una nueva creación. Dióscoro no apoyarían estas conclusiones y protestó que sus enseñanzas eran las de Cirilo y eran la única manera de salvaguardar la unidad de la persona de Cristo, quién tomó una carne que fue verdaderamente suya, no un objeto extraño que operó fuera de sí mismo. Pese a sus esfuerzos, la gran mayoría de los obispos, incluidos algunos del clero de Egipto, que lo acompañaron al Concilio de Calcedonia, decidieron que dos naturalezas antes de la encarnación y una después, no fue la fe de los padres ni era teológicamente sostenible.